# Битва при Чериньоле
Битва при Чериньоле (итал. Battaglia di Cerignola) состоялась 28 апреля 1503 года между испанской и французской армиями неподалёку от Чериньолы (Апулия).

## Предварительный этап
После совместного завоевания Неаполитанского королевства французами и испанцами Фернандо II, король Кастилии и Арагона, провозгласил себя также королём Сицилии и Неаполя. Это вызвало огромное недовольство со стороны Франции, и она тотчас объявила испанцам войну. 28 апреля 1503 года французская и испанская армии сблизились неподалёку от города Чериньолы в провинции Апулия, в южной Италии. Начались приготовления к битве.
Гонсало Фернандес де Кордова, военачальник испанцев, принял защитную стратегию. Он расположил свои войска на отлогом склоне, что дало ему тактическое превосходство перед противником. Также он приказал солдатам вырыть защитный ров, а вынутый грунт отбросить вперёд, чтобы образовать бруствер. Пехота была построена в формацию «коронелия», предшественницу терций, где солдаты были вооружены пиками, аркебузами и мечами. Данный тип построения изменил испанскую армию, с X по XV века делавшую упор на тяжёлую кавалерию. В центре позиции, за защитными сооружениями, находились аркебузиры, построенные в четыре ряда и имевшие поддержку отрядов пехоты, командовали которыми опытные капитаны Гарсия де Паредес и Педро Наварро. Позади передних шеренг, на холмах, расположились пушки. Отряд лёгкой конницы в 800 хинетов был размещён впереди, в то время как тяжёлая кавалерия под командованием Просперо Колонны оставалась в резерве.
В авангарде у французов, напротив, — конница, командовал которой сам герцог Немурский. Следом за конницей двигалась швейцарская пехота, вооружённая пиками и алебардами, а вместе с ней французские солдаты и итальянские наёмники. Пехота выстроилась в 70 шеренг по 100 человек в каждой. Сопровождали шествие двадцать шесть пушек. Арьергардом из 400 конных воинов командовал Ив II д’Алегр.

## Битва
26 французских пушек дали первый залп, 13 испанских выпалили в ответ, но ни один из залпов не достиг цели. В это время в тылу испанцев неожиданно произошли два мощных взрыва: это взорвались две зарядные повозки — все запасы пороха испанцев. Гонсало де Кордова, однако, вовремя успокоил солдат: «Мои отважные друзья! Это же наш праздничный фейерверк!», — ободрённо оповестил генерал. Тем временем французская конница стремительно приближалась к позициями испанцев и вскоре оказалась перед траншеей. Аркебузиры дали первый залп: на поле боя сразу воцарился хаос. Герцог Немурский получил три пули и упал с лошади, будучи тут же погребён под грудой тел. Его помощник Луи де Акр был убит. Пороховой дым смешался с пылью, поднятой лошадиными копытами, и скрыл сражающихся. Через некоторое время среди дыма показались и швейцарские пикинёры; с пиками наперевес, дисциплинированным строем, они неумолимо приближались. Аркебузиры давали залп за залпом, ряды швейцарцев редели, но они продолжали наступать.
Видя, что исход битвы ещё не решён, Гонсало де Кордова принял решение начать контратаку. В атаку пошли пехота Педро Наварро и рыцари Гонсало Фернандеса. Буквально за несколько минут французы потеряли убитыми около трёх тысяч человек. Уцелевшие солдаты обратились в бегство, лишь швейцарцы при отходе сохранили боевой порядок.

## Последствия
Итогом битвы стало тяжёлое поражение французов, чьи потери оценивались в 2000 человек против 500 у испанцев. Французские припасы, обоз и артиллерия достались победителям. После битвы де Кордова ввёл в практику призыв к молитве, так как павшие испанцы и французы были христианами.
После боя французская армия отступила к крепости Гаэта севернее Неаполя. Де Кордова попытался взять укреплённый пункт штурмом, но атака провалилась. Осаждённые приготовились к долгой осаде, имея возможность получать снабжение с моря. Сознавая невозможность захватить замок и опасаясь прибытия французских подкреплений, испанский полководец отступил к Кастеллоне в 8 км южнее Гаэты.
В ретроспективе, битва при Чериньоле отмечает начало доминирования испанской армии в Европе вплоть до битвы при Рокруа 1643 года, а также активное использование в бою пикинёров и аркебузиров. Это событие — первое сражение в истории, выигранное с помощью огнестрельного оружия, ознаменовало конец эпохи рыцарства и положило начало эпохе пороха. Военный историк Х. Дельбрюк, отмечая важнейшую роль, которую сыграло в этой битве сооружение защитных сооружений, писал: «Этот бой, происшедший между испанцами и французами в Нижней Италии, можно рассматривать как первый законченный образчик нового военного искусства со времени создания европейской пехоты».